# Jan-Pers stuga

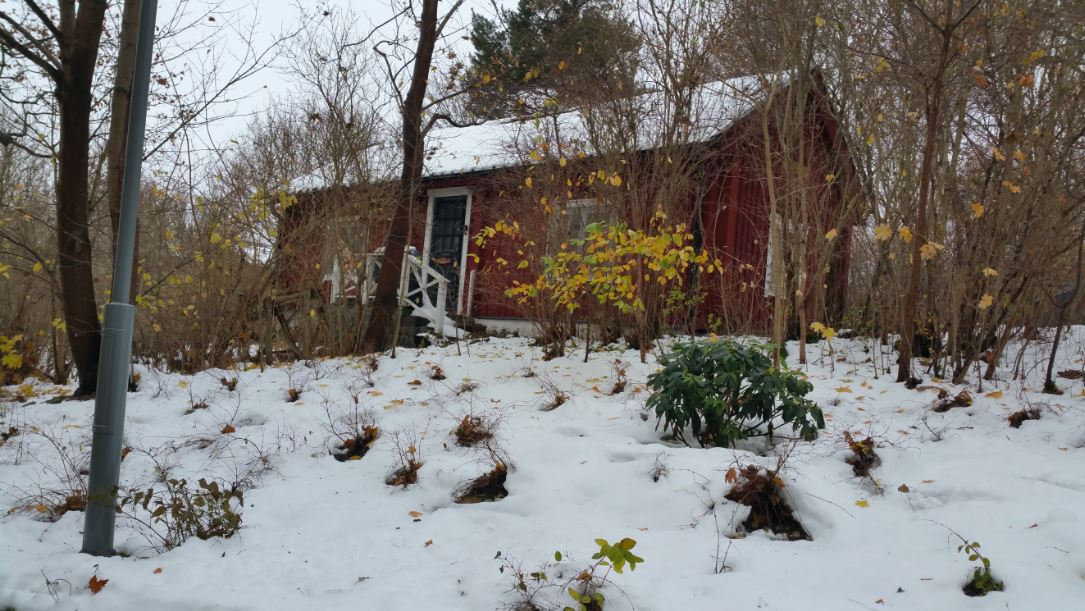
Jan-Pers Stuga i november 2016.

Jan-Pers stuga ligger strax utanför Vällingby centrum i Vällingby, en stadsdel i Västerort i Stockholms kommun.

## Historia
Jan-Pers stuga är en under det senare 1700-talet byggd stuga som är den enda kvarvarande byggnaden från den gamla bondbyn i Vällingby. Torpet i sig har ingen egen adress men ligger på gården bakom fastigheten på Årevägen 15. Fram till 1950-talet ägdes stugan av Råcksta gård och beboddes då av den pensionerade stataren och stenarbetaren Magnus Eriksson som tidigare arbetat där och dennes vuxna dotter Greta. Då Vällingby centrum byggdes, vräktes de. Stugan är idag kulturminnesmärkt och används numera som hemslöjdsateljé.   
En karta från 1891 visar de gamla husen i det nuvarande Västerort och däribland Jan-Pers stuga, omgiven av det stora antal byggnader som då stod på platsen där Vällingby centrum ligger idag. Stockholms stad tog gårdarna i ägo, då Hässelby slott köptes 1931.
Namnet Jan-Pers stuga härrör från hemmansägaren Jan Persson (1817-1904). Med hustru Anna Greta (1814-1900) fick paret två barn, Katarina (1839-1903) och Jan Petter (1845-1915). Båda barnen förblev ogifta och hemmaboende livet ut. Gården på en åttondels mantal drevs av familjen med inhopp av enstaka drängar och pigor. Med industrialisering och jordbrukets nedgång kom ägarbilden av Vällingbys tidigare fem hemman att ändras. Med början på 1880-talet kom en mäktig granne, bit för bit, köpa till sig hela byn. Tobakskungen Knut Ljunglöfs Råcksta förvärvade Åkerbloms gård (½ mantal), Mattssons gård (3/8 mantal) samt frälsegården under Hässelby slott (1 mantal). Sålunda ägde Ljunglöfs Fabriksaktiebolag sju åttondelar av Vällingby. Jan Persson bet sig fast fram till sekelskiftet då också den sista åttondelen tillföll Råcksta. Dock hade Jan Persson dessförinnan betat av till Ljunglöf delar av sitt hemman, till exempel Holmbacken och Sjöhagen med Jan-Pers holme som stack ut i Mälaren.[källa behövs]